# 西義質
西 義質（にし よしもと、天保8年（1837年） - 明治7年（1874年）4月13日）は、江戸時代後期（幕末）の佐賀藩士。軍人。通称は耕蔵。佐賀の乱の首謀者の一人。

## 経歴
天保8年（1837年）、佐賀城下に佐賀藩士の長男として生まれる。15歳の時に元服し家督を継いだ。
戊辰戦争においては前山精一郎に従い、北陸から奥羽戦線を転戦した。最上川の戦いでは敵弾を右胸に受け負傷し、自害を図っているがそれは同僚に止められている。
明治維新後は石井貞興や山田平蔵と共に鹿児島に遊学したほか、陸軍中尉や佐賀県大属などを務めた。しかし、程なく戦傷が悪化したため、職を辞し帰農した。
佐賀の乱が起こると、征韓党の一員として神崎方面の指揮をとるなど奮戦した。後に、敗色が濃厚となると江藤新平ら征韓党の主な者は鹿児島へ脱出したが、義質は佐賀城まで退却し、最後は官軍に使者を遣わし降伏した。乱後の裁判では他の首謀者たちと共に斬首となった。享年38。